# سيلاس أرواخو دا سيلفا
سيلاس أرواخو دا سيلفا هو لاعب كرة قدم برازيلي، ولد في 30 مايو 1996 في بيلوتاس في البرازيل. لعب مع زوريا لوهانسك.

## وصلات خارجية
- سيلاس أرواخو دا سيلفا على موقع الاتحاد الأوربي (الإنجليزية)
- سيلاس أرواخو دا سيلفا على موقع اتحاد أوكرانيا (الإنجليزية)
- سيلاس أرواخو دا سيلفا على موقع قاعدة بيانات كرة القدم.إي يو (الإنجليزية)
- سيلاس أرواخو دا سيلفا على موقع Soccerway.com (الإنجليزية)
- سيلاس أرواخو دا سيلفا على موقع عالم كرة القدم.نت (الإنجليزية)